# Кубок Іспанії з футболу 2025—2026
Кубок Іспанії з футболу 2025—2026 — 124-й розіграш кубкового футбольного турніру в Іспанії. Титул захищає Барселона.

## Календар
| Раунд            | Дата                       | Матчі | Клуби     |
| ---------------- | -------------------------- | ----- | --------- |
| Попередній раунд | 27 вересня – 4 жовтня 2025 | 10    | 122 → 112 |
| Перший раунд     | 29 жовтня 2025             | 56    | 112 → 56  |
| Другий раунд     | 3 грудня 2025              | 28    | 56 → 28   |
| 1/16 фіналу      | 17 грудня 2025             | 16    | 32 → 16   |
| 1/8 фіналу       | 14 січня 2026              | 8     | 16 → 8    |
| 1/4 фіналу       | 4 лютого 2026              | 4     | 8 → 4     |
| 1/2 фіналу       | 11 лютого – 4 березня 2026 | 4     | 4 → 2     |
| Фінал            | 25 квітня 2026             | 1     | 2 → 1     |